# ジェイアールバス東北大湊支所

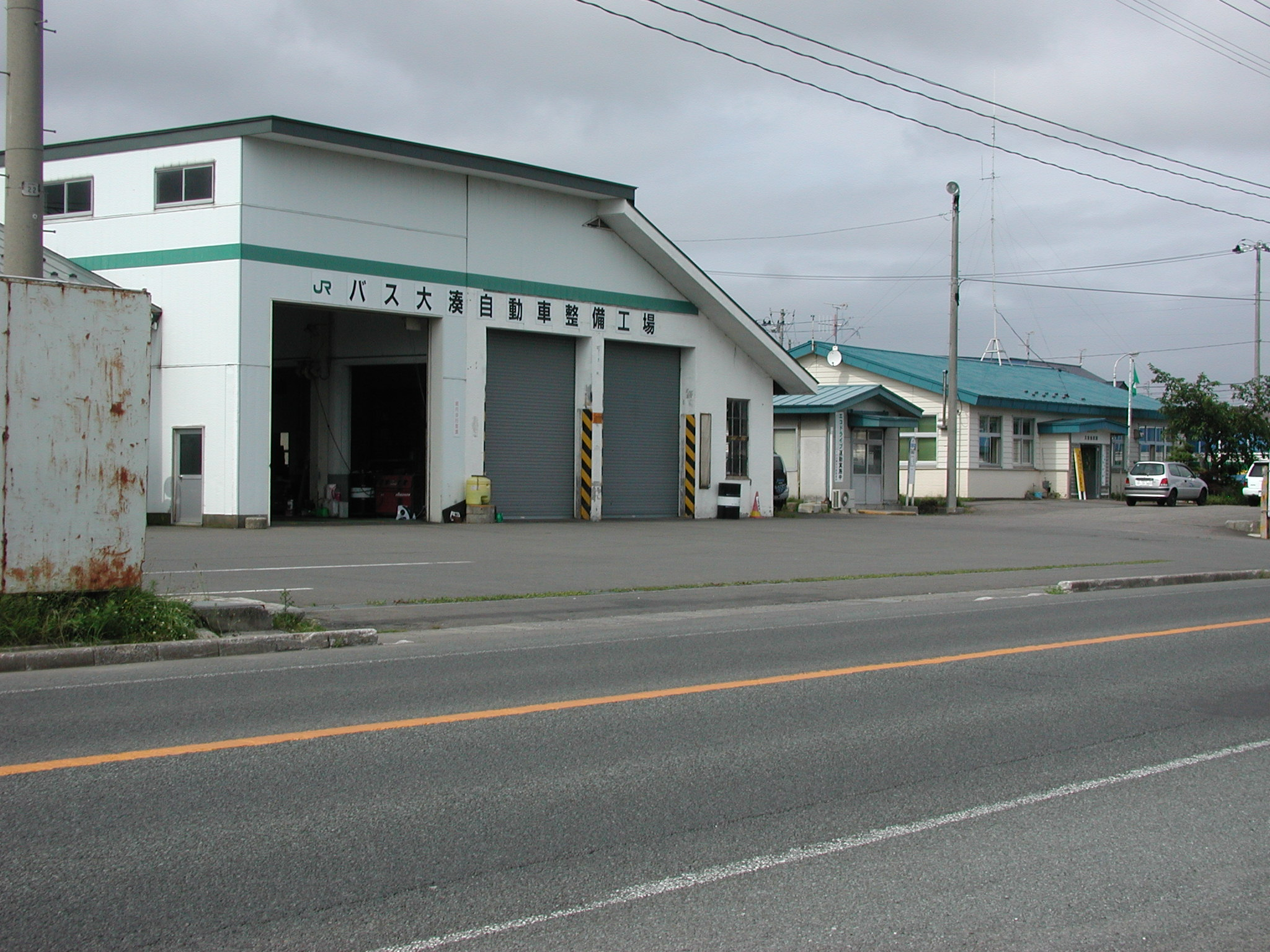
大湊支所（2009年8月撮影）

ジェイアールバス東北大湊支所（ジェイアールバスばすとうほく おおみなとししょ）は、青森県むつ市に所在するジェイアールバス東北の営業所である。

## 概要
大湊営業所は下北線開業により設置された。大湊駅において大湊線から脇野沢方面への接続がとられている。大湊線運休時には列車代行バスの運行や、リゾートあすなろ下北号向けの会員制バスを運行するなど、大湊線とは密接な関係にある。
乗降方式は前乗り前降り。車椅子・ベビーカーは折りたたんで乗降する。

## 沿革
- 1925年（大正14年）6月7日 - 大湊 - 川内間で乗合自動車の営業を開始。
- 1929年（昭和4年）6月13日 - 田名部 - 大湊間で乗合自動車の営業を開始。
- 1943年（昭和18年）9月15日 - 大湊町営バス田名部 - 大湊間と青森商船大湊 - 脇野沢間を買収、省営自動車下北線本田名部川内町間開業[1]。大湊自動車区、川内町派出所設置。
【新設停車場】田名部本町、金谷橋、下北駅前、山田住宅前、大湊(既設)大湊役場前、大湊国民学校前、川森住宅前、宇田、大近川、宇曽利下、宇粗利川、新城ヶ沢、城ヶ沢、陸奥泉沢、近沢、角違、戸沢、田野沢、川内国民学校前、川内町
- 1943年（昭和18年）10月15日 - 川内町 - 陸奥脇野沢間開業。
【新設停車場】中崎、葛沢、檜川、宿野部、蛎崎、陸奥小沢、陸奥脇野沢
- 1950年（昭和25年）4月1日 - 大湊自動車営業所に改称。
- 1980年（昭和55年）3月15日 - 下北本線田名部 - 大湊間貨物営業廃止。
- 1984年（昭和59））2月1日 - 下北本線大湊 - 陸奥脇野沢間貨物営業廃止。
- 1987年（昭和62年）4月1日 - 東日本旅客鉄道発足、東日本旅客鉄道東北自動車部 大湊営業所に改組。
- 1988年（昭和63年）4月1日 - ジェイアールバス東北営業開始、ジェイアールバス東北 大湊営業所に改組。
- 1990年（平成2年）10月14日 - 安部城線川内町 - 湯野川温泉間休止（のち正式に廃止）。
- 1991年（平成3年） - JRバス田名部駅の業務をスワローツアーに委託。
- 1992年（平成4年）頃 - 下北本線陸奥脇野沢 - 九艘泊（くそうどまり）間廃止。脇野沢交通に移管。
- 1992年（平成4年）8月1日 - 当営業所にて、夜行高速バスむつ - 仙台線「エクスノース」運行開始（田名部 - 大湊 - 仙台駅）[2]。
- 1994年（平成6年）2月1日 - 「エクスノース」が野辺地駅に停車開始[3]。
- 1995年（平成7年）頃 - 下北本線（源藤城支線）脇野沢 - 源藤城（げんどうしろ）間廃止。脇野沢交通に移管。
- 1997年（平成9年）12月31日 - JRバス大湊駅きっぷ売場を廃止。
- 1999年（平成11年）
  - 4月1日 - 「エクスノース」廃止。
  - 8月31日 - JRバス川内町駅廃止。
- 2001年（平成13年） - JRバス陸奥脇野沢駅廃止。
- 2002年（平成14年） - JRバス田名部駅窓口営業終了。
- 2009年（平成21年）4月1日 - 並川町線廃止[4]。
- 2021年（令和3年）2月1日 - 青森支店大湊支所に改組。

## 現行路線

### 下北本線

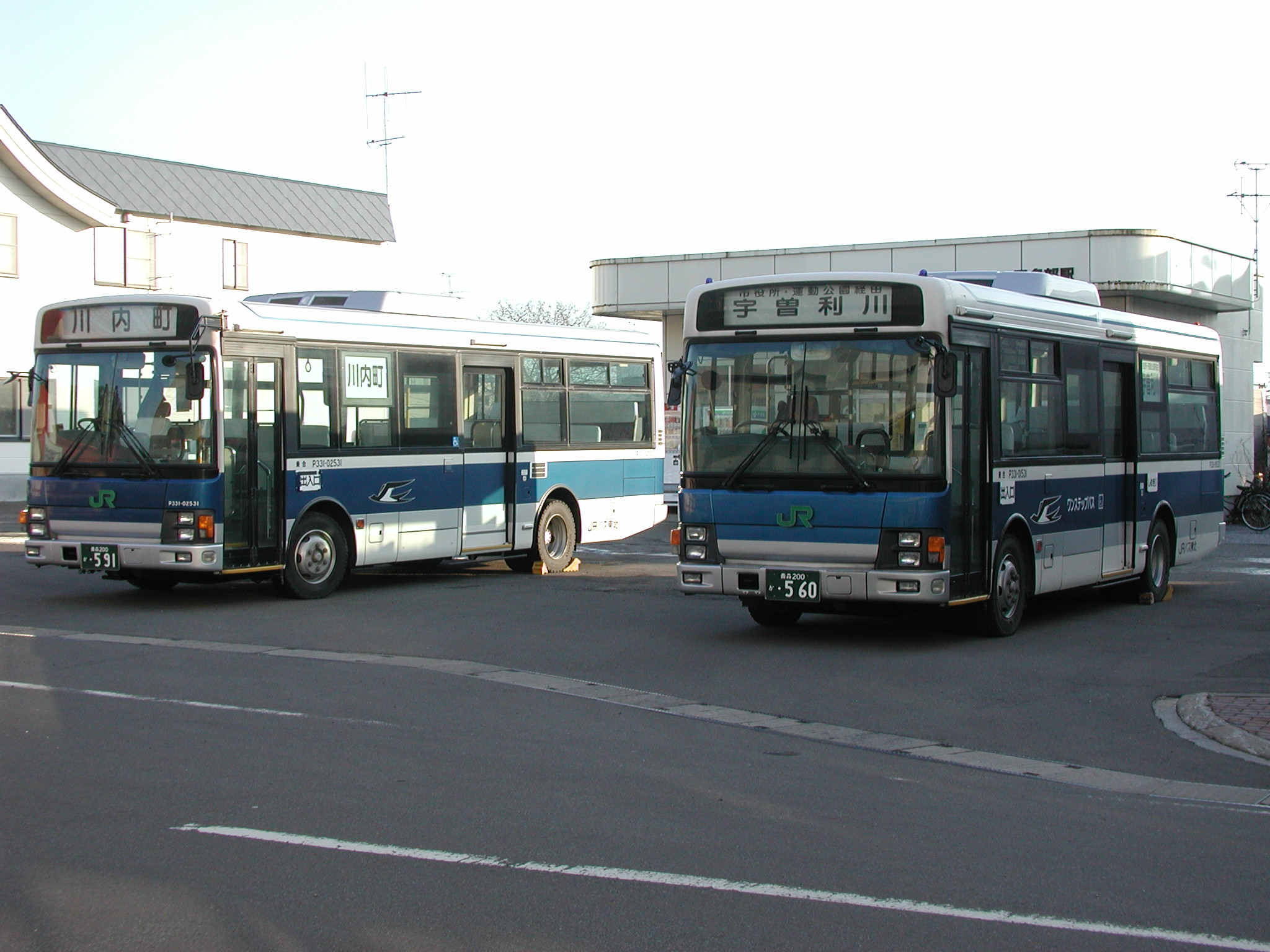
JRバス田名部駅にて（2009年11月撮影）

むつ市田名部（旧下北交通田名部駅）から大湊、川内町を経由し脇野沢まで至る路線。田名部 - 大湊・宇曽利川・泉沢間で旧市内系統が運行されている。以前は、川内・脇野沢地区に支線があったが、利用者の減少により廃止され、それぞれ川内町・脇野沢村に廃止代替バスの運行が移管された。
本線自体も沿線の急速な過疎化が進み利用者が減少、2000年代には大幅な減便が実施された。しかし沿線には県立大湊高校や大湊小学校などの小中高等学校があることや、下北地方で唯一下北交通のバス路線が乗り入れないことなどがあり、重要な通学路線となっている。路線の愛称は「下北シーサイドライン」。
以前は川内町・脇野沢でそれぞれ滞泊行路が設定されていたが、川内町駅舎取り壊しと本数削減により、現在は脇野沢滞泊のみとなっている（脇野沢診療所に車両を留置）。
田名部 - 脇野沢間の便は、地域間幹線系統として国・青森県・むつ市から補助金を受ける。

#### 運行経路
2010年12月4日現在。
本線
田名部 - （むつ総合病院） - 下北駅通 - 山田（JRバス大湊営業所） - 大湊駅 - （大湊高校） - 宇曽利川 - 泉沢 - 川内町 - 脇野沢本町 - 脇野沢 - 脇野沢庁舎前
（市役所・）運動公園経由
田名部 - （むつ総合病院） - 下北駅通 （- 中央二丁目 <旧アークスプラザ> - むつ市役所 - 中央二丁目 - ）運動公園前 - むつ工業高校前 - 山田 - 大湊駅 - （大湊高校） - 宇曽利川 - 泉沢→川内町→脇野沢本町→脇野沢→脇野沢庁舎前
十二林・市役所経由
田名部→むつ総合病院→十二林→むつ市役所→中央二丁目→運動公園前→むつ工業高校前→山田→大湊駅→大湊高校
※平日朝1本のみ運行。
- 下北交通バスとの乗り換えはむつバスターミナルに隣接する「柳町」バス停留所となっている。「柳町」停留所は2005年4月1日に新設された。それ以前は「田名部」停留所から徒歩約3分程度の下北交通むつバスターミナルまで歩かなければならなかった。

### 運行回数
- 田名部 - 脇野沢庁舎間平日1日4往復、土・日・祝日1日3往復（2010年12月現在）。
- その他、むつ市内系統がある。

### 乗車券
- 大湊営業所 - 定期券・回数券を発売。
- むつ来さまい館（田名部） - 一部区間の通学定期券・回数券を発売。

## 過去の所管路線
- 下北本線
  - 脇野沢 - 九艘泊
  - 脇野沢 - 源藤城

脇野沢交通が廃止代替バスを運行。
- 下北本線（むつ市内）

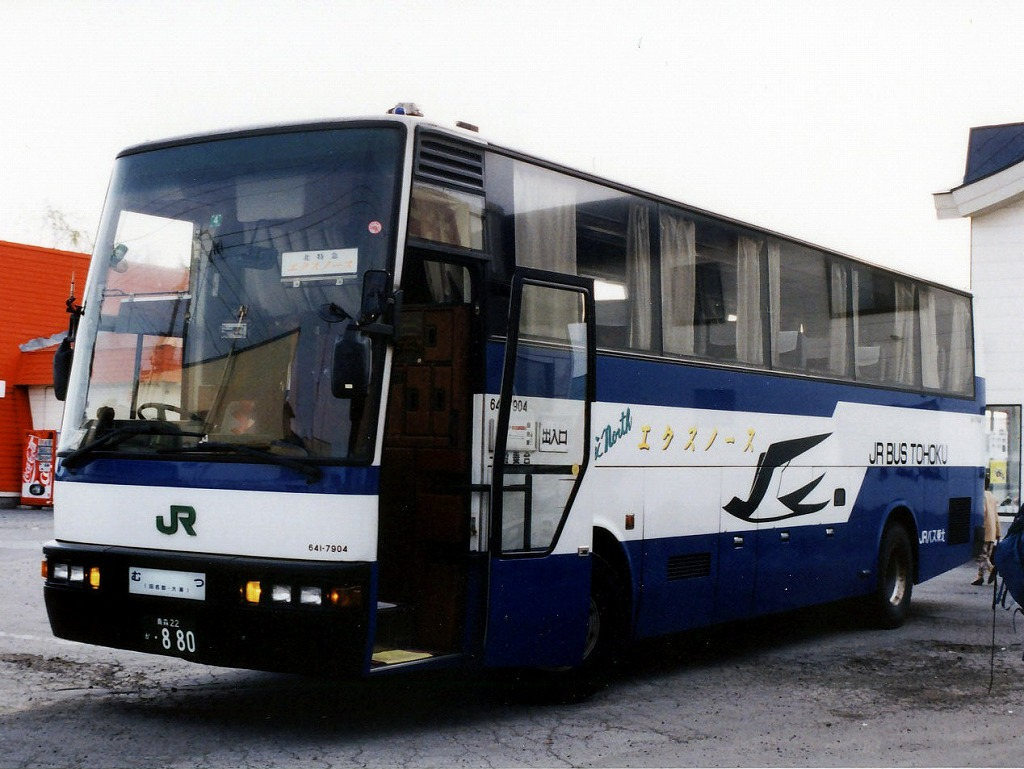
「エクスノース」（田名部駅にて）

  - 田名部 - むつ総合病院前 - 下北駅通 - 運動公園前 - 並川町 - 大湊駅 - 山田 ※2009年4月1日廃止
- 安部城線
  - 川内町 - 湯野川温泉

川内交通 → むつ車体工業が廃止代替バスを運行。
- 松山団地循環線
  - 田名部 - むつ総合病院前 - 第二田名部小学校前 - 松山団地 - 市役所前 - むつ総合病院前 - 田名部
- 夜行高速バス「エクスノース」
  - 田名部 - 大湊駅 - 山田 - 横浜町 - 野辺地駅 - 仙台駅東口